# GMM Grammy
GMM Grammy je thajské nezávislé hudební vydavatelství a umělecká komunita, kterou založil Paiboon Damrongchaitham v roce 1983. Bývalými členy jsou Loso, Micro, Thongchai McIntyre, Silly Folls, Bodyslam, Jintara Poonlarp, Palmy.